# Slag bij Lützen (1632)

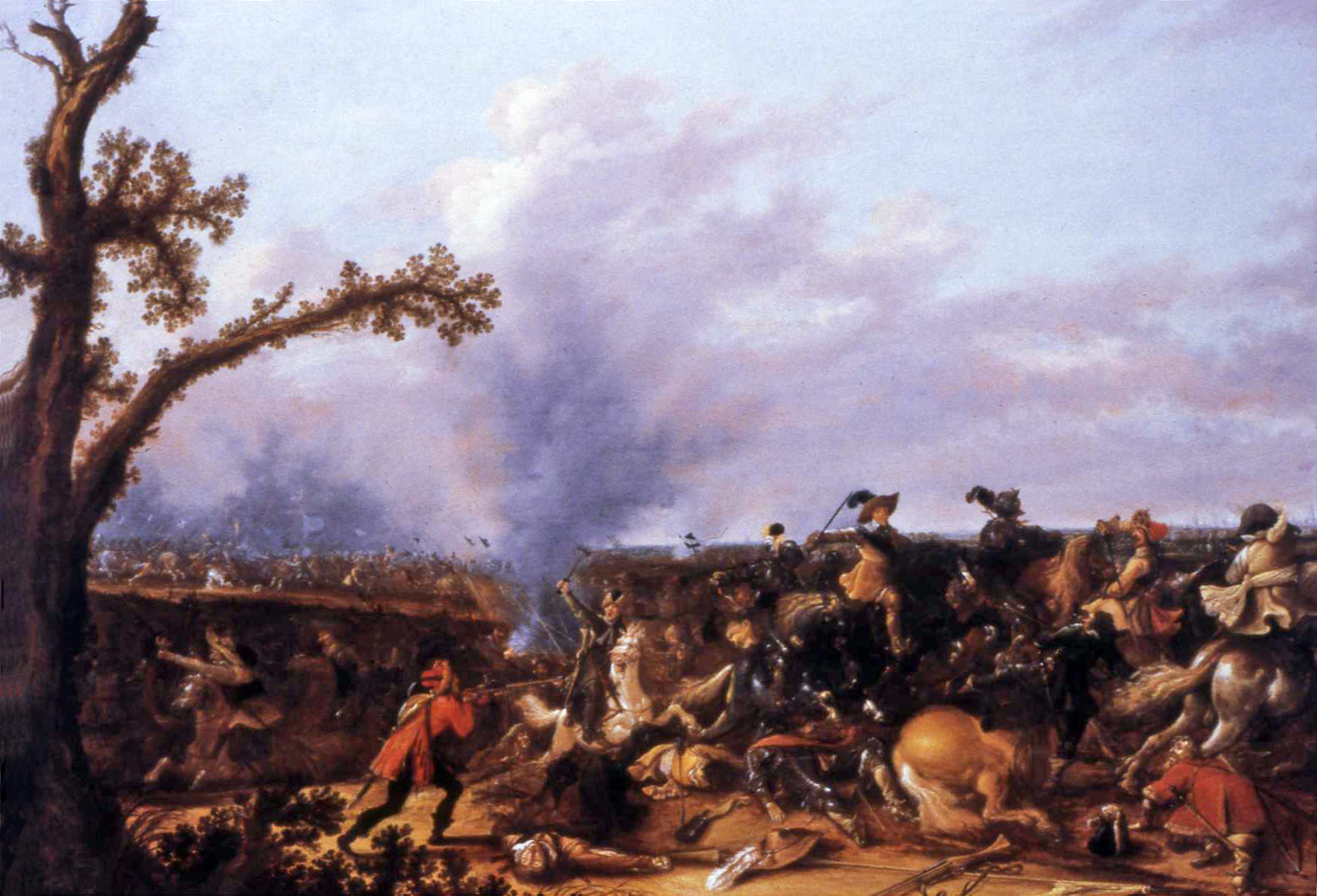
Gustaaf Adolf in de slag bij Lützen (1632) door Jan Asselijn

De Slag bij Lützen was een van de belangrijkste veldslagen van de Dertigjarige Oorlog. De slag was een belangrijke overwinning van het protestantse kamp, maar hun aanvoerder, koning Gustaaf II Adolf van Zweden kwam om tijdens de gevechten.

## Aanloop
Op 14 november 1632 (volgens de gregoriaanse kalender) besloot de keizerlijke generaal Wallenstein zijn troepen op te splitsen voor de winter en zijn hoofdkwartier terug te trekken naar Leipzig. Hij verwachtte dat jaar geen initiatieven meer van het Zweedse leger, dat werd aangevoerd door koning Gustaaf Adolf. Ongebruikelijk koud winterweer bemoeilijkte bivak in het open veld. Gustaaf Adolf had echter andere plannen. Op de vroege ochtend van 15 november marcheerde zijn leger naar de laatst bekende positie van Wallenstein in een poging hem te verrassen. Maar bij het vallen van de nacht waren de twee legers nog steeds twee tot drie kilometer van elkaar verwijderd.
Wallenstein had op de middag van 15 november vernomen dat de Zweden in aantocht waren. Troepen van Rudolf von Colloredo stootten op de Zweden bij de rivier Rippach en konden hun opmars enkele uren vertragen. Wallenstein zag het gevaar en stuurde een bericht naar generaal Pappenheim om deze te bevelen zo snel mogelijk met zijn legerkorps terug te keren. Pappenheim ontving het bericht even na middernacht en ging meteen op weg om zich met het grootste gedeelte van zijn troepen weer bij Wallenstein te voegen. Gedurende de nacht stelde Wallenstein, die zich ervan bewust was dat zijn troepen veruit in de minderheid waren, zijn leger in een defensieve positie op, langs de belangrijkste weg tussen Lützen en Leipzig. Hij versterkte zijn positie tevens met loopgraven. Zijn rechterflank stond bij een lage heuvel, waarop hij zijn belangrijkste artilleriebatterij positioneerde.
De opmars van het Zweedse leger werd vertraagd door ochtendmist, maar om 9 uur kregen de twee legers elkaar in zicht. Vanwege het complexe netwerk van waterwegen duurde het tot 11 uur voordat de Protestantse strijdmacht stond opgesteld en klaar was om de aanval te openen.

## Slag
Het Zweeds-Saksische leger stond in twee linies opgesteld. Gustaaf Adolf leidde de rechterflank van de voorste linie, Nils Brahe het centrum en Bernard van Saksen-Weimar de linkerflank. Torsten Stålhandske leidde de rechterflank van de achterste linie, Dodo von Knyphausen het centrum en Ernst van Anhalt de linkerflank.
Ook het keizerlijke leger werd opgesteld in twee linies, achter verdedigingsgreppels. Bovendien was de stad Lützen, op de rechterflank van het leger, in brand gestoken om aanvallen op die flank te verhinderen. Wallenstein en Colloredo voerden het bevel over de rechtervleugel en Henrik Holck over de linkervleugel.
In eerste instantie verliep de veldslag gunstig voor de protestanten, die erin slaagden de zwakke linkervleugel van Wallenstein te omsingelen. Precies op het moment dat een ramp onafwendbaar leek, verscheen echter Pappenheim met 2000 tot 3000 cavaleristen en werden de Zweden teruggedrongen. Schiller laat daarop Wallenstein uitroepen: "Zo ken ik mijn Pappenheim!". Tijdens de charge werd Pappenheim echter fataal verwond door een klein kaliber Zweedse kanonskogel. Hij stierf, terwijl hij in een koets van het veld werd geëvacueerd. Een deel van zijn troepen sloeg op de vlucht. De kurassiers (zware cavalerie) van Ottavio Piccolomini voerden vanop de linkerflank een tegenaanval uit en konden de Zweden in het centrum terugdringen.
Kort na de middag kwam Gustaaf Adolf zelf om het leven, eveneens tijdens een cavalerie-aanval. Door de dichte waas van kruitdamp en mist die over het slagveld hing, bleef zijn lot echter enige tijd verborgen. De infanterie van zijn leger bleef de orders opvolgen en probeerde een aanval op het stevig ingegraven keizerlijke centrum. De infanterie leed echter zware verliezen door artillerievuur en musketkogels, gevolgd door cavaleriecharges. Er begon zich paniek te verspreiden in de Protestantse slagorde, nog eens versterkt door geruchten over de dood van de koning. Als snel was het Zweedse leger begonnen aan een chaotische terugtocht. De derde in rang van het Zweedse leger, Dodo von Knyphausen, wist het hoofd echter koel te houden en de Protestantse troepen te hergroeperen. Tegen drie uur in de middag keerde de Protestantse onderaanvoerder Bernard van Saksen-Weimar, inmiddels bekend met het lot van de Zweedse koning, terug naar de linkervleugel om het commando over het gehele leger over te nemen. In tegenstelling tot wat doorgaans wordt beweerd, hield hij kennelijk de dood van de koning nog geheim voor het leger. Hij zwoer wel de koning te wreken door de slag te winnen.
De laatste Zweedse aanval vond plaats om 4 uur 's middags. Het was een grimmig gevecht, met vreselijke verliezen aan beide zijden. Uiteindelijk wisten de Zweden in de avondschemering de belangrijkste keizerlijke artilleriebatterij in te nemen. De keizerlijke troepen trokken zich terug buiten het bereik van deze kanonnen en lieten daarmee het veld aan de Zweden. De gevreesde en gerespecteerde Finse Hakkapeliitta-cavalerie - in dienst van Zweden-Finland - nam deel aan deze veldslag.
Tegen 6 uur 's avonds arriveerde de infanterie van Pappenheim, ongeveer 3000 tot 4000 man sterk, op het slagveld en wilde, ondanks het vallen van de nacht, nog een tegenaanval uitvoeren op de Zweden. Wallenstein was echter van mening dat de situatie niet meer te redden was en beval zijn leger zich naar Leipzig terug te trekken, gedekt door de nieuwe infanterie.
Strategisch gesproken was de slag bij Lützen een Protestantse overwinning. Wallenstein was gedwongen Saksen te verlaten, terwijl hij gehoopt had zijn leger op Saksische kosten te kunnen laten overwinteren. Hij trok zich terug naar Bohemen. In tegenstelling tot de legende, verloren de Zweden echter veel meer troepen dan het keizerlijke leger. Omdat ze gedwongen waren een versterkte positie aan te vallen, verloren de Zweden ongeveer 6000 manschappen inclusief zwaargewonden en deserteurs. Het keizerlijke leger verloor tussen de 3000 en 3500 man.

## Nasleep
Het Protestantse leger wist het belangrijkste doel van de veldtocht te verwezenlijken, namelijk Saksen beschermen tegen de keizerlijke troepen. Een meer lange-termijn gevolg was echter de dood van de legendarische Zweedse koning Gustaaf Adolf. Zonder zijn aanwezigheid om de Duitse protestanten te verenigen, werden hun oorlogsinspanningen ongericht. De katholieke Habsburgers kregen de kans zich van hun verliezen te herstellen en zich te herpakken. De oorlog zou zich nog 16 jaar voortslepen tot aan de Vrede van Westfalen in 1648.

## Data
In deze periode gebruikte het katholieke Heilige Roomse Rijk de gregoriaanse kalender, terwijl het protestantse Zweden nog volgens de juliaanse kalender leefde. Daarom vond de slag bij Lützen volgens de katholieken plaats op 16 november, maar volgens de Zweden op 6 november. In Zweden wordt de dood van Gustaaf II Adolf volgens de traditie herdacht op 6 november, ondanks dat het land in de 18e eeuw is overgegaan op de gregoriaanse kalender.

## Archeologie
Vanaf 2006 werd er archeologisch onderzoek verricht op de plaats van het slagveld. Met metaaldetectors werden 3.000 voorwerpen opgegraven die toelieten het verloop van de slag beter te bepalen.
In de zomer van 2011 werd bij Lützen een massagraf gevonden met een oppervlakte van 42m2.. Op basis van de locatie van het graf, C14-datering en gevonden voorwerpen kon men besluiten dat de gevonden resten van de 47 personen uit 1632 dateren. Het ging om mannen met een gemiddelde leeftijd tussen 20 en 30. Twaalf van de skeletten vertoonden geheelde schedelwonden. Twaalf van de skeletten vertoonden tekenen van een stomp trauma, twee van een scherp trauma zoals veroorzaakt door een zwaard en 21 van projectielen.